# Добровільне (Гуляйпільський район)
Добровільне — колишнє село в Гуляйпільському районі Запорізької області.
Запорізька обласна рада рішенням від 26 червня 2007 року у Гуляйпільському районі виключила з облікових даних село Добровільне Добропільської сільради.

## Населення
Згідно з переписом УРСР 1989 року в селі було відсутнє наявне населення.
За переписом населення України 2001 року в селі ніхто не мешкав.